# Mont Qarqaaluk (523 m)
De Mont Qarqaaluk is een 523 m hoge berg aan de oostkust van Canada. De berg maakt deel uit van het Torngatgebergte en bevindt zich in het uiterste noordoosten van het schiereiland Labrador. De naam Qarqaaluk (ᖃᕐᖄᓗᒃ) komt uit de Inuittalen en betekent "grote berg".

## Geografie
De berg ligt op de grens van de provincies Quebec en Newfoundland en Labrador. Het gedeelte dat tot die laatste provincie behoort, maakt deel uit van het Nationaal Park Torngat Mountains.
De Mont Qarqaaluk kijkt in het noorden uit over de Straat McLelan, de zeestraat tussen het vasteland en Killiniq Island. Direct ten oosten ervan ligt de Mount Sir Donald. De westflank van de berg is het noordelijkste punt op het vasteland behorend tot de regio Labrador.